# U 387
U 387 war ein deutsches Unterseeboot des Typs VII C, ein so genanntes „Atlantikboot“. Es wurde durch die deutsche Kriegsmarine während des U-Boot-Krieges im Zweiten Weltkrieg im Nordatlantik und im Nordmeer eingesetzt.

## Bau und Indienststellung
Die Deutschen Werke in Kiel waren unter Geheimhaltung bereits seit 1935 durch die deutsche Reichsmarine mit dem Bau von U-Booten beauftragt, die zum Teil auch exportiert wurden. Nach Kriegsbeginn erhielt die Werft von der Kriegsmarine dann größere Bauaufträge. Die Deutschen Werke waren infolgedessen für einen jährlichen Ausstoß von zwölf Booten des Typs VII C vorgesehen. Ein solches Boot war 67 m lang und hatte unter Wasser eine Verdrängung von 865 m³. Der Antrieb erfolgte durch zwei Dieselmotoren, die über Wasser eine Geschwindigkeit von 17 kn (31,6 km/h) ermöglichten. Zwei Elektromotoren ermöglichten dem Boot bei Unterwasserfahrt eine Geschwindigkeit von 7 kn (12,6 km/h). Die Bewaffnung der VII C-Boote bestand bis 1944 aus einer 8,8-cm-Kanone und einer 2-cm-Flak C/30 an Deck sowie vier Bugtorpedorohren und einem Hecktorpedorohr. Üblicherweise führte ein VII C-Boot 14 Torpedos mit sich. Am 24. November 1942 wurde das Boot unter dem Kommando von Oberleutnant zur See Rudolf Büchler in Dienst gestellt.

### Kommandant
Rudolf Büchler wurde am 14. Oktober 1915 in Breslau geboren und trat 1936 in die Kriegsmarine ein. Im Jahr 1942 diente er als Erster Wachoffizier auf U 161. Unter dem Kommando von Albrecht Achilles nahm Büchler an einer Unternehmung in der Karibik teil. Im Oktober und November des Jahres 1942 absolvierte er den U-Bootkommandantenlehrgang bei der 24. U-Flottille in Memel und übernahm im Anschluss an die Baubelehrung im Herbst 1942 das Kommando auf U 387.

## Einsatz und Geschichte
Bis zum Juni 1943 unterstand U 387 der 5. U-Flottille, einer Ausbildungsflottille, die in Kiel stationiert war. Kommandant Büchler unternahm in dieser Zeit Ausbildungsfahrten in der Ostsee zum Training der Besatzung und zum Einfahren des Bootes. Am 1. Juli wurde das Boot als Frontboot der 7. U-Flottille in Saint-Nazaire zugeteilt. Das Boot operierte in seiner Dienstzeit allerdings nie von diesem nordfranzösischen Hafen, sondern von den Stützpunkten der Kriegsmarine in Norwegen aus.
Im September 1943 geleitete das Boot das Wetterbeobachtungsschiff Kehdingen, das einen Wetterbeobachtungstrupp nach Alexandraland brachte, der dort unter dem Codenamen „Schatzgräber“ eine Wetterstation errichtete und betrieb. In der Folgezeit wurde das Boot für Versorgungsfahrten zum Unterhalt dieser Station eingesetzt. Von Narvik, Bergen, Tromsø, Hammerfest und anderen norwegischen U-Bootstützpunkten unternahm Kommandant Büchler mit U 387 zudem insgesamt drei Unternehmungen, bis das Boot schließlich am 1. November der 13. U-Flottille zugeteilt wurde, die in Trondheim stationiert war. Bei dieser Flottille verblieb das Boot bis zu seiner Versenkung.

## Verlust des Bootes
Am 9. Dezember wurde U 387 in der Barentssee nahe Murmansk, beim Angriff auf den Nordmeergeleitzug RA 62, durch die britische Castle-class Korvette HMS Bamborough Castle versenkt. Es gab keine Überlebenden.